# Plano Austral

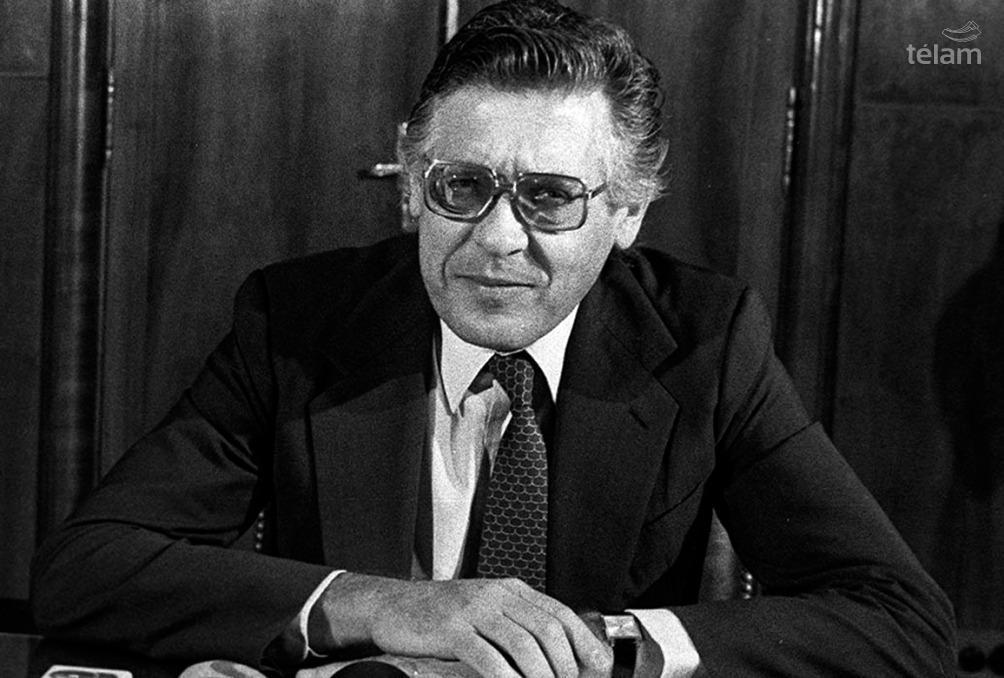
Juan Sourrouille, ministro da economia, anuncia o Plano Austral (14/06/1985).

O Plano Austral foi um plano econômico implantado na Argentina durante o governo de Raúl Alfonsín.
Com o plano, o austral se converteu na moeda legal argentina em 14 de junho de 1985 na tentativa de conter uma inflação que crescia assustadoramente, em substituição ao peso argentino vigente anteriormente. No princípio o plano pareceu ter êxito para conter a escalada inflacionária, mas em 1986 iniciou um processo de desvalorização diante o dólar que nunca se reverteu. A nova moeda circulou por apenas 7 anos, sendo substituída pelo Peso "conversivel" em 1992.